# 亢书通
亢书通（1925年9月—2017年1月23日），河南宜阳县人，中华人民共和国政治人物。

## 生平
1945年5月，参加革命工作，1945年8月，加入中国共产党；先后在豫西干校、太岳四分区供给部、山西晋南武工队、宜阳县财政科等单位工作。1949年2月，担任宜阳县韩城区人民政府区长。同年10月至1950年11月，改任韩城第四区人民政府区长。后历任河南省人委信访办副主任、舞钢矿山公司行政处负责人、河南省煤炭局党组成员等职。1985年12月离休。2017年1月23日，在郑州逝世，享年92岁。